# Achyranthes corymbosa
Achyranthes corymbosa är en amarantväxtart som beskrevs av Carl von Linné. Achyranthes corymbosa ingår i släktet Achyranthes och familjen amarantväxter. Inga underarter finns listade i Catalogue of Life.